# 45492 Slawomirbreiter
45492 Slawomirbreiter è un asteroide della fascia principale. Scoperto nel 2000, presenta un'orbita caratterizzata da un semiasse maggiore pari a 2,6440199 au e da un'eccentricità di 0,1214663, inclinata di 14,85639° rispetto all'eclittica.